# Цевозупке
Цевозупке (лат. Tubulidentata) су мали ред плаценталних сисара, који обухвата само једну савремену врсту – афричког мравоједа. Ова врста је распрострањена у Африци, док су изумрле врсте насељавале и делове Европе и Азије.
Orycteropodidae је породица афротеријских сисара. Иако постоји много фосилних врста, једина преживела врста данас је афрички мравојед, Orycteropus afer. Orycteropodidae је призната као једина породица у оквиру реда Tubulidentata, тако да су ова два назива ефективно синоними.

## Еволуција
Први откривени фосил афричког мравоједа првобитно је назван Orycteropus gaudryi (сада Amphiorycteropus) и пронађен је у туролијанским наслагама на острву Самос. Од тада су представници реда Tubulidentata лоцирани из олигоцена на подручју данашње Европе, а верује се да је ред вероватно настао пре око 65–70 милиона година или у палеоцену. Сматра се да су уско повезани са сада изумрлим родом Ptolemaiida, лозом месождерних афротереса. Ова фамилија је настала у Африци у епохи раног миоцена, а проширила се на Евроазију касније у миоцену. Већина разноликости породице је изумрла до краја плиоцена.

## Својства
Представнике овог реда карактеришу цевасто грађени задњи зуби (молари), по чему је и цео ред добио назив. Предњи део главе је извучен у њушку, што олакшава исхрану мравима (мирмекофагију). Сем ових, цевозупке поседују и низ примитивних сисарских особина, попут кључне кости.
Афрички мравоједи су првобитно били категорисан као рођаци америчких мравоједа у реду Edentata. Али њихов јединствени тип зуба и друге морфолошке карактеристике јасно су дале до знања да афрички мравојед није блиско повезан ни са једним другим живим сисаром. Од краја 19. века сврставају се у свој посебан ред Tubulidentata. Фосилни записи и генетске студије су потврдиле тај одвојени статус. Све сличности са америчким мравоједима еволуирале су независно као адаптације на мраве које једу.
Једна од најизразитијих карактеристика животиња је то што њихови зуби имају „тубулидентасту” микроструктуру, без глеђи, и само су заобљене структуре дентина. Недостају им секутићи и очњаци, а имају 20–22 зуба, који су стално растући, без корена и дифиодонтни. Још једна јединствена особина је да се њихови мали млечни зуби изгубе пре него што се животиња роди.
Неколико анатомских карактера уједињује Orycteropodidae и Tubulidentata. Окципитални део лобање има екстензивну мастоидну експозицију, фемур има пектинеални туберкул, а дијафиза тибије је закривљена медиолатерално.
Модерни афрички мравоједи су полигиномни, и женке брину о младима. Они су територијални и само укрштају путеве да би се размножавали. Гениталије мужјака стварају мошус, док женке стварају овај мошус из жлезда у лактовима, овај мирис помаже да дође до парења. Период гестације траје око седам месеци, и младунци зависе од мајке до шестог месеца живота, а са две године постају полно зрели. Размножавање се дешава једном годишње, дају једног потомка, а у животу ће имати још једног до два. Афрички мравоједи су мирмекофагни, хране се готово искључиво термитима и мравима. Ослањају се на своје чуло мириса да би пронашли већину хране и лове ноћу.

## Класификација
Ова класификација следи рад Лехмана из 2009. године.
- Genus †Scotaeops Ameghino 1887 [Scoteops (sic) Ameghino 1894]
  - †S. simplex Ameghino 1887
- Genus †Archaeorycteropus Ameghino 1905
- Genus †Palaeorycteropus Filhol 1893 [Palaeoryctoropus (sic) Filhol 1893]
  - †P. quercyi Filhol 1893
- Genus † Myorycteropus MacInnes, 1956
  - †M. africanus MacInnes, 1956 [Orycteropus africanus MacInnes 1955] типска врста
  - †aff. M. chemeldoi (Pickford, 1975) [Orycteropus chemeldoi Pickford 1975]
  - †aff. M. minutus (Pickford, 1975) [Orycteropus minutus Pickford 1975]
- Genus  †Leptorycteropus Patterson, 1975
  - †L. guilielmi Patterson, 1975
- Genus †Amphiorycteropus Lehmann 2009[1]
  - †A. gaudryi (Major, 1888) [Orycteropus gaudryi Major 1888] типска врста[10]
  - †A. abundulafus (Lehmann et al., 2005) [Orycteropus abundulafus Lehmann et al. 2005][11]
  - †A. browni (Colbert, 1933) [Orycteropus browni Colbert 1933; Orycteropus pilgrimi Colbert 1933][12]
  - †A. depereti (Helbing, 1933) [Orycteropus depereti Helbing 1933][13]
  - †A. mauritanicus (Arambourg, 1959) [Orycteropus mauritanicus Arambourg 1959][14]
  - †aff. A. pottieri (Ozansoy, 1965) [Orycteropus pottieri Ozansoy 1965][15]
  - †aff. A. seni (Tekkaya, 1993) [Orycteropus seni Tekkaya 1993][16]
- Род Orycteropus Geoffroy St. Hilaire 1796 [Oryctopus (sic) Rafinesque 1815; Oryctheropus (sic) Muirhead 1819; Orajeteropus (sic) Hill 1913][4]
  - †O. crassidens MacInnes, 1956[17]
  - †O. djourabensis Lehmann et al. 2004[18]
  - O. afer (Pallas 1776) мравојед (типска врста)
    - O. a. capensis (Gmelin 1788) [Myrmecophaga capensis Gmelin 1788; Orycteropus capensis Gmelin 1788] (кејпски мравојед)
    - O. a. senegalensis Lesson 1840 [Orycteropus senegalensis Schinz 1845] (западни/сенегамбијски мравојед)
    - O. a. haussanus Matschie 1900 [Orycteropus haussanus Matschie 1900] (хауса мравојед)
    - O. a. adametzi Grote 1921 [Orycteropus adametzi]
    - O. a. leptodon Hirst 1906 [Orycteropus leptodon Hirst 1906] (камерунски мравојед)
    - O. a. erikssoni Lönnberg 1906 [Orycteropus erikssoni Lonnberg 1906; Orycteropus erikssoni erikssoni] (Ериксонов/северноконгоански мравојед)
    - O. a. albicaudus Rothschild 1907 (South-western/Damara Aardvark)
    - O. a. angolensis Zukowsky & Haltenorth 1957 [Orycteropus angolensis] (анголски мравојед)
    - O. a. afer (Pallas 1776) [Orycteropus afer wertheri Matschie 1898; Orycteropus wertheri Matschie 1900  (источноафрички/багамојо мравојед)] (јужни мравојед)
    - O. a. wardi Lydekker 1908 [Orycteropus wardi] (конгоански/Вордов мравојед)
    - O. a. observandus Grote 1921 [Orycteropus observandus]
    - O. a. matschiei Grote 1921 [Orycteropus matschiei]
    - O. a. lademanni Grote 1911 [Orycteropus lademanni]
    - O. a. ruvanensis Grote 1921 [Orycteropus ruvanensis] (рувански мравојед)
    - O. a. faradjius Hatt 1932 [Orycteropus erikssoni faradjius] (фарашки мравојед)
    - O. a. kordofanicus Rothschild 1927 [Orycteropus kordofanicus] (кордофански мравојед)
    - O. a. aethiopicus Sundevall 1843 [Orycteropus aethiopicus] (северноисточни/абисинијски мравојед)
    - O. a. somalicus Lydekker 1908 [Orycteropus somalicus] (сомалијски мравојед)